# Архиепархия Денвера
Архиепархия Денвера (лат. Archidioecesis Denveriensis) — архиепархия Римско-Католической церкви с центром в городе Денвер, США. В митрополию Денвера входят епархии Колорадо-Спрингса, Пуэбло и Шайенна. Кафедральным собором архиепархии Денвера является Собор Непорочного зачатия Пресвятой Девы Марии.

## История
5 февраля 1868 года Святой Престол учредил апостольский викариат Колорадо и Юты, выделив его из епархии Санта-Фе. В 1870 году апостольский викариат Колорадо и Юты был переименован в апостольский викариат Колорадо.
16 августа 1887 года апостольский викариат Колорадо был преобразован в епархию Денвера.
15 ноября 1941 года Римский папа Пий XII издал буллу Quae ad maius, которой возвёл епархию Денвера в ранг архиепархии. В этот же день архиепархия Денвера передала часть своей территории новой епархии Пуэбло.
10 ноября 1983 года архиепархия Денвера уступила часть своей территории новой епархии Колорадо-Спрингса.

## Ординарии архиепархии
- епископ Джозеф Прожектус Машбеф[англ.] (03.03.1868 — 10.07.1889)
- епископ Николас Хризостом Мац[англ.] (10.07.1889 — 09.08.1917)
- епископ Джон Генри Тиен[англ.] (21.09.1917 — 06.01.1931)
- архиепископ Урбан Джон Вер[англ.] (17.04.1931 — 18.02.1967)
- архиепископ Джеймс Винсент Кейси[англ.] (18.02.1967 — 14.03.1986)
- архиепископ Джеймс Фрэнсис Стэффорд (03.06.1986 — 20.08.1996) — назначен председателем Папского совета по делам мирян, позже Великим пенитенциарием, кардинал с 1998
- архиепископ Чарльз Джозеф Шапью (18.03.1997 — 19.07.2011) — назначен архиепископом Филадельфии
  - епископ Джеймс Дуглас Конли[англ.] (09.2011 — 05.2012) — апостольский администратор
- архиепископ Сэмюэль Джозеф Акила[англ.] (с 29.05.2012)

## Источник
- Annuario Pontificio, Libreria Editrice Vaticana, Città del Vaticano, 2003, ISBN 88-209-7422-3;
- Булла Quae ad maius Архивная копия от 16 ноября 2017 на Wayback Machine, AAS 34 (1942), стр. 192.